# Bernabé Martí

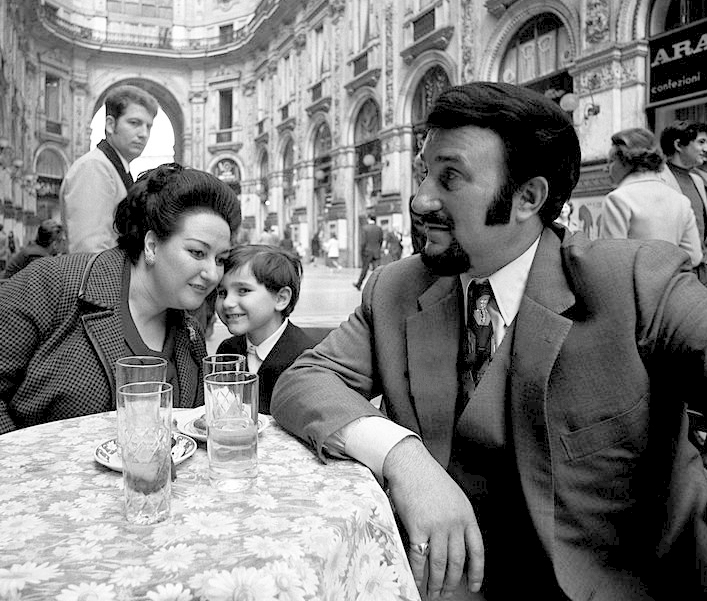
Bernabé Marti mit seiner Frau Montserrat Caballé und seinem Sohn Bernabé in Mailand, 1971

Bernabé Martí (* 14. November 1928 in Villarroya de la Sierra, Provinz Zaragoza, als Bernabé Martínez Remacha; † 18. März 2022 in Barcelona) war ein spanischer Opernsänger (Tenor).

## Leben

### Ausbildung und Karriere
Bernabé Martí wurde als sechstes und letztes Kind seiner Familie geboren. Er erlernte zunächst Saxophon in der Musikkapelle seiner Heimatstadt. Seine musikalische Ausbildung erhielt er am Conservatorio Real in Madrid bei José Luís Lloret. Anschließend studierte er an der Accademia di Santa Cecilia in Rom und an der Accademia Musicale Chigiana in Siena. Außerdem war er in Mailand Schüler der spanischen Sopranistin Mercedes Llopart (1896–1970).
1956 gab er sein Bühnendebüt am Teatro Principal in Zaragoza. 1958 sang er in Granada in Manuel de Fallas Oper La vida breve, womit er erste Erfolge hatte. Anschließend gastierte er zwei Jahre in verschiedenen europäischen Städten. Unter Alberto Erede sang er an der Deutschen Oper am Rhein Düsseldorf/Duisburg den Narraboth in Salome.
In der Spielzeit 1960/61 debütierte er am Teatro Liceu in Barcelona in der Oper La cabeza del dragón von Ricard Lamote de Grignon. Von 1961 bis 1971 trat er regelmäßig am Teatro Liceu auf, u. a. als Kalaf in Turandot und als Gualtiero in Il pirata. 1962 sang er dort den Pinkerton in Madama Butterfly an der Seite von Montserrat Caballé.
Er hatte große Erfolge an spanischen Opernhäusern. 1969 sang er am Opernhaus von Bilbao den Des Grieux in Manon Lescaut, 1975 in Valencia den Dick Johnson in La fanciulla del West.

### Gastspiele
In Europa gastierte er u. a. in London (1969–71), am Teatro La Fenice in Venedig (1971, als Cavaradossi in Tosca), an der Ungarischen Nationaloper Budapest (1971) und an der Grand Opéra Paris (1972).
Sein USA-Debüt gab er 1966 bei der New York American Opera Society in einer konzertanten Aufführung von Il pirata in der Carnegie Hall.
1967 sang er an der Philadelphia Opera den Cavaradossi in Tosca und Pinkerton in Madama Butterfly. Weitere Rollen an der Philadelphia Opera waren Pollione (1968), Duca in Rigoletto (1969) und Riccardo in Un ballo in maschera (1973).
In der Spielzeit 1967/68 sang er an der New York City Centre Opera, wo er bis 1971 mehrfach auftrat, den Cavaradossi sowie den Luigi in Il tabarro. In den Vereinigten Staaten gastierte er außerdem  an der Lyric Opera of Chicago (1969, als Macduff), in San Antonio (1969, als Manrico), an der Connecticut Opera in Hartford (1973, als Riccardo) und in Miami (1973, als Manrico).
Im Februar 1976 debütierte er an der Metropolitan Opera.
1966 trat er gemeinsam mit Montserrat Caballé am Teatro Colon in Buenos Aires als Pinkerton auf. 1968 gastierte er am Opernhaus von Santiago de Chile als Titelheld in Hoffmanns Erzählungen.

## Privates
Im August 1964 heiratete er im Kloster Montserrat die spanische Sopranistin Montserrat Caballé. Das Paar hatte sich zwei Jahre zuvor kennengelernt, als Martí bei Vorstellungen von Madama Butterfly kurzfristig für einen erkrankten Tenorkollegen eingesprungen war. Aus der Ehe gingen zwei Kinder hervor, der Sohn Bernabé und die Tochter Montserrat, die wie ihre Mutter ebenfalls Sopranistin wurde.
1972 musste er aus gesundheitlichen Gründen eine Opernvorstellung in Paris abbrechen. Später wurde bei Martí eine Lungenerkrankung diagnostiziert. Aufgrund von Herzproblemen gab er 1985 seine Karriere auf. Martí starb im März 2022 im Alter von 93 Jahren in Barcelona.

## Repertoire und Tonaufnahmen
Martí sang das lyrisch-dramatische Tenorfach. Zu seinen Repertoireschwerpunkten gehörten Werke von Vincenzo Bellini, Gaetano Donizetti, Giuseppe Verdi und Giacomo Puccini. Weitere Rollen waren Werther, Faust, Des Grieux in Manon von Jules Massenet und Don José in Carmen.
Die Stimme von Bernabé Martí ist in mehreren Studioaufnahmen, insbesondere aber auf zahlreichen Live-Mitschnitten dokumentiert. 1970 erschien bei EMI eine Studioaufnahme von Il pirata (gemeinsam mit Montserrat Caballé, Dirigent: Gianandrea Gavazzeni), in der er den Gualtiero singt. 1976 spielte er unter der musikalischen Leitung von Armando Gatto gemeinsam mit Caballé bei Decca eine Aufnahme von Madama Butterfly ein.